# Torn (bài hát của Ednaswap)
"Torn" là một bài hát được đồng viết lời bởi Scott Cutler, Anne Preven và Phil Thornalley vào năm 1993, và được thể hiện lần đầu tiên bởi Lis Sørensen dưới phiên bản tiếng Đan Mạch cho album phòng thu thứ sáu của cô, Under Stjernerne Et Sted (1993). Sau đó, nó được thu âm lại với phiên bản tiếng Anh bởi ban nhạc Mỹ mà Cutler và Preven đóng vai trò thành viên, Ednaswap cho album phòng thu đầu tay mang chính tên họ (1995), và được phát hành như là đĩa đơn thứ hai trích từ album bởi Eastwest Records. Bài hát mang nội dung đề cập đến một cô gái luôn nghĩ rằng cô đã tìm thấy một người đàn ông hoàn hảo cho bản thân, nhưng dần phát hiện ra điều đó là hoàn toàn ngược lại.
"Torn" được biết đến nhiều nhất qua phiên bản hát lại của Natalie Imbruglia nằm trong album phòng thu đầu tay của cô, Left of the Middle (1997), đứng đầu các bảng xếp hạng ở nhiều quốc gia và trở thành bài hát trứ danh trong sự nghiệp của Imbruglia. Kể từ khi phát hành, nó đã được hát lại và sử dụng làm nhạc mẫu bởi nhiều nghệ sĩ, như One Direction, Cassadee Pope, Boyce Avenue và dàn diễn viên của Glee.

## Phiên bản của Natalie Imbruglia
Năm 1997, nghệ sĩ thu âm người Úc Natalie Imbruglia thu âm lại "Torn" trong quá trình hợp tác với Thornalley cho album phòng thu đầu tay của cô, Left of the Middle (1997). Nó được phát hành vào ngày 27 tháng 10 năm 1997 như là đĩa đơn đầu tiên trích từ album bởi RCA Records, đồng thời là đĩa đơn đầu tay trong sự nghiệp của nữ ca sĩ. Sau khi phát hành, phiên bản hát lại của Imbruglia nhận được những phản ứng tích cực từ các nhà phê bình âm nhạc, trong đó họ đánh giá cao chất giọng trong trẻo của cô cũng như quá trình sản xuất của nó. Ngoài ra, bài hát còn gặt hái nhiều giải thưởng và đề cử tại những lễ trao giải lớn, bao gồm chiến thắng tại giải Âm nhạc châu Âu của MTV năm 1998 cho Bài hát xuất sắc nhất và một đề cử giải Grammy cho Trình diễn giọng pop nữ xuất sắc nhất tại lễ trao giải thường niên lần thứ 41.
"Torn" cũng tiếp nhận những thành công ngoài sức tưởng tượng về mặt thương mại, đứng đầu các bảng xếp hạng ở Canada, Đan Mạch, Tây Ban Nha và Thụy Điển, và lọt vào top 10 ở hầu hết những quốc gia nó xuất hiện, bao gồm vươn đến top 5 ở nhiều thị trường lớn như Úc, Áo, Bỉ, Pháp, Đức, Ireland, Ý, Hà Lan, New Zealand, Thụy Sĩ và Vương quốc Anh. Tại Hoa Kỳ, bài hát đã nhận được nhiều lượt yêu cầu và phát sóng rộng rãi, đứng đầu bảng xếp hạng Billboard Hot 100 Airplay trong 11 tuần không liên tiếp và là một trong những bài hát thành công nhất trên sóng phát thanh tại đây. Tuy nhiên, bài hát không được phát hành làm đĩa đơn thương mại nên không thể lọt vào bảng xếp hạng Billboard Hot 100 theo quy định lúc bấy giờ. Sau khi luật lệ được thay đổi và độ phổ biến của nó đã hạ nhiệt, "Torn" vẫn lọt vào Hot 100 trong hai tuần và đạt vị trí thứ 42.
Video ca nhạc cho phiên bản hát lại của Imbruglia được đạo diễn bởi Alison Maclean, trong đó bao gồm những cảnh cô trình diễn bài hát trong phòng khách của một căn hộ, xen kẽ với những hình ảnh về câu chuyện tình cảm một cặp đôi (do nữ ca sĩ và nam diễn viên người Anh Jeremy Sheffield thủ vai). Nó đã nhận được nhiều lượt yêu cầu phát sóng liên tục trên những kênh truyền hình âm nhạc như MTV và VH1, đồng thời gặt hái ba đề cử tại Giải Video âm nhạc của MTV năm 1997 cho Nghệ sĩ mới xuất sắc nhất và Video xuất sắc nhất của nữ ca sĩ và Lựa chọn của người xem quốc tế cho MTV Úc, và chiến thắng giải đầu tiên. Để quảng bá bài hát, Imbruglia đã trình diễn "Torn" trên nhiều chương trình truyền hình và lễ trao giải lớn, bao gồm Late Show with David Letterman, Top of the Pops, giải Điện ảnh của MTV năm 1998 và giải thưởng âm nhạc Billboard năm 1998.

### Danh sách bài hát
Đĩa CD #1 tại châu Âu
1. "Torn" - 4:06
2. "Diving in the Deep End" - 3:30

Đĩa CD #2 tại châu Âu
1. "Torn" - 4:06
2. "Sometimes" - 3:52
3. "Contradictions" - 4:05
4. "Diving in the Deep End" - 3:30

Đĩa CD #1 tại Anh quốc
1. "Torn" - 4:06
2. "Sometimes" - 3:52
3. "Frightened Child" - 1:37

Đĩa CD #2 tại Anh quốc
1. "Torn" - 4:06
2. "Contradictions" - 4:05
3. "Diving in the Deep End" - 3:30

### Xếp hạng
| Bảng xếp hạng (1997-98)               | Vị trí cao nhất |
| ------------------------------------- | --------------- |
| Úc (ARIA)                             | 2               |
| Áo (Ö3 Austria Top 40)                | 3               |
| Bỉ (Ultratop 50 Flanders)             | 1               |
| Bỉ (Ultratop 50 Wallonia)             | 5               |
| Canada (RPM)                          | 1               |
| Canada Adult Contemporary (RPM)       | 1               |
| Canada Alternative/Rock (RPM)         | 6               |
| Đan Mạch (Tracklisten)                | 1               |
| Châu Âu (European Hot 100 Singles)    | 2               |
| Phần Lan (Suomen virallinen lista)    | 8               |
| Pháp (SNEP)                           | 4               |
| Đức (Official German Charts)          | 4               |
| Ireland (IRMA)                        | 4               |
| Ý (FIMI)                              | 3               |
| Hà Lan (Dutch Top 40)                 | 2               |
| Hà Lan (Single Top 100)               | 3               |
| New Zealand (Recorded Music NZ)       | 5               |
| Na Uy (VG-lista)                      | 6               |
| Scotland (OCC)                        | 2               |
| Tây Ban Nha (AFYVE)                   | 1               |
| Thụy Điển (Sverigetopplistan)         | 1               |
| Thụy Sĩ (Schweizer Hitparade)         | 2               |
| Anh Quốc (OCC)                        | 2               |
| Hoa Kỳ Billboard Hot 100              | 42              |
| Hoa Kỳ Radio Songs (Billboard)        | 1               |
| Hoa Kỳ Adult Contemporary (Billboard) | 4               |
| Hoa Kỳ Adult Pop Airplay (Billboard)  | 1               |
| Hoa Kỳ Alternative Songs (Billboard)  | 12              |
| Hoa Kỳ Pop Airplay (Billboard)        | 1               |
| Hoa Kỳ Rhythmic (Billboard)           | 18              |

| Bảng xếp hạng (1997)                 | Vị trí |
| ------------------------------------ | ------ |
| Netherlands (Dutch Top 40)           | 280    |
| UK Singles (Official Charts Company) | 8      |
| Bảng xếp hạng (1998)                 | Vị trí |
| Australia (ARIA)                     | 37     |
| Austria (Ö3 Austria Top 40)          | 26     |
| Belgium (Ultratop 50 Flanders)       | 6      |
| Belgium (Ultratop 40 Wallonia)       | 23     |
| Canada Adult Contemporary (RPM)      | 3      |
| Denmark (Tracklisten)                | 24     |
| Europe (European Hot 100 Singles)    | 6      |
| Finland (Suomen virallinen lista)    | 50     |
| France (SNEP)                        | 18     |
| Germany (Official German Charts)     | 24     |
| Italy (FIMI)                         | 8      |
| Netherlands (Dutch Top 40)           | 15     |
| Netherlands (Single Top 100)         | 9      |
| Norway Winter Period (VG-lista)      | 12     |
| Sweden (Sverigetopplistan)           | 15     |
| Switzerland (Schweizer Hitparade)    | 7      |
| UK Singles (Official Charts Company) | 117    |
| US Radio Songs (Billboard)           | 2      |
| US Adult Contemporary (Billboard)    | 10     |
| US Adult Top 40 (Billboard)          | 1      |
| US Alternative Songs (Billboard)     | 34     |

| Bảng xếp hạng (1990–99)              | Vị trí |
| ------------------------------------ | ------ |
| UK Singles (Official Charts Company) | 27     |

| Bảng xếp hạng                        | Vị trí |
| ------------------------------------ | ------ |
| UK Singles (Official Charts Company) | 129    |
| US Adult Top 40 (Billboard)          | 32     |
| US Pop Songs (Billboard)             | 75     |

### Chứng nhận
| Quốc gia                                                                           | Chứng nhận  | Số đơn vị/doanh số chứng nhận |
| ---------------------------------------------------------------------------------- | ----------- | ----------------------------- |
| Úc (ARIA)                                                                          | Bạch kim    | 70.000^                       |
| Bỉ (BEA)                                                                           | Bạch kim    | 50.000*                       |
| Pháp (SNEP)                                                                        | Vàng        | 250.000*                      |
| Đức (BVMI)                                                                         | Vàng        | 0^                            |
| Hà Lan (NVPI)                                                                      | Vàng        | 50.000^                       |
| New Zealand (RMNZ)                                                                 | Vàng        | 5.000*                        |
| Na Uy (IFPI)                                                                       | Vàng        | 0*                            |
| Thụy Điển (GLF)                                                                    | Bạch kim    | 30.000^                       |
| Thụy Sĩ (IFPI)                                                                     | Vàng        | 25.000^                       |
| Anh Quốc (BPI)                                                                     | 2× Bạch kim | 1,346,000                     |
| * Chứng nhận dựa theo doanh số tiêu thụ. ^ Chứng nhận dựa theo doanh số nhập hàng. |             |                               |